# Gerard Anton Žerdin
Mons. Gerard Anton Žerdin (Lendava, 1950.), hrvatski franjevac, rimokatolički biskup i misionar u Peruu, iz Hrvatske.

## Životopis
Rođen je u župi Lendavi u slovenskom Prekmurju, a odrastao je u Subotici. Član je Hrvatske franjevačke provincije sv. Ćirila i Metoda. Iz Hrvatske je otišao u Peru dok je još bio franjevački bogoslov, u 25. godini života, i postao misionar. U Peruu je zaređen za đakona, za svećenika, a naposljetku i za biskupa 2002. te je biskup koadjutor Apostolskog vikarijata San Ramón u središnjem Peruu.

## Vanjske poveznice
- Wish Amazonska prašuma Perua